# Eubonellia noratlanticum
Eubonellia noratlanticum är en djurart som tillhör fylumet skedmaskar, och som beskrevs av DattaGupta, A.K. 1981. Eubonellia noratlanticum ingår i släktet Eubonellia och familjen Bonelliidae. Inga underarter finns listade i Catalogue of Life.